# King Charles Spaniel
Der King Charles Spaniel ist eine von der FCI anerkannte britische Hunderasse (FCI-Gruppe 9, Sektion 7, Standard Nr. 128).

## Herkunft und Geschichtliches

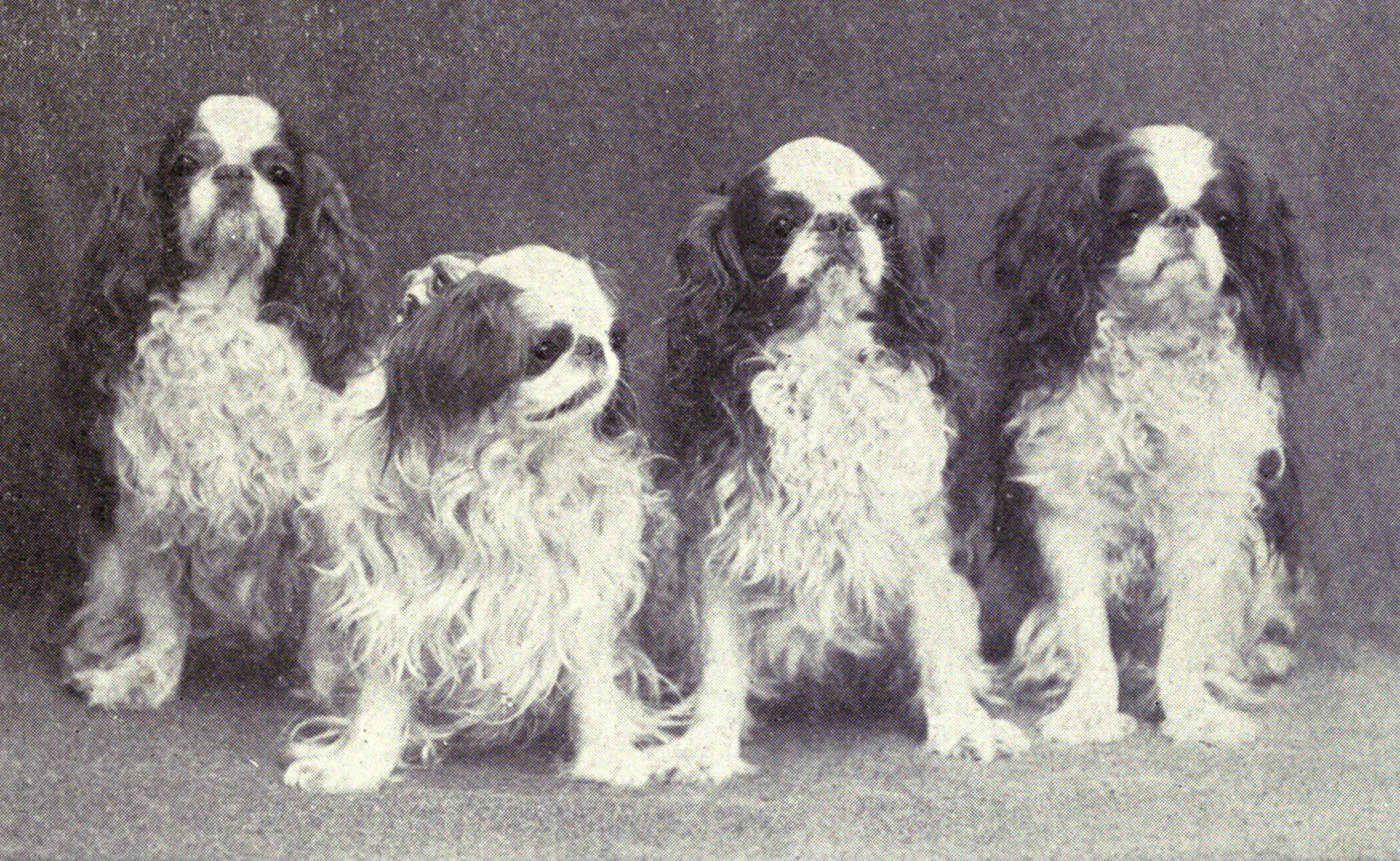
Historische Abbildung des Toy Spaniel

Der King Charles Spaniel entstand aus den Zwergspaniels, die an europäischen Höfen verbreitet waren.
1885 wurde der erste Klub gegründet und die Rasse 1892 vom Kennel Club anerkannt.

## Beschreibung
Dieser kleine Spaniel wird bis zu 6,3 kg schwer. Das Haar ist lang, seidig und gerade. Leichte Wellen sind zulässig. Für die verschiedenen Varietäten der Rasse sind jeweils eigene Namen üblich:
- Black and Tan: Intensives, glänzendes Schwarz mit lebhaften, mahagoni-braunen Abzeichen an Schnauze, Gliedmaßen, Brust, an der Innenseite der Ohren und unter der Rute
- Tricolour, Prince Charles: Auf perlweißem Grund gut verteilte schwarze Flecken sowie leuchtend rot-braune Abzeichen an Wangen, an der Innenseite der Ohren und unter der Rute
- Blenheim: Auf perlweißem Grund gut verteilte kastanienrote Abzeichen
- Ruby: Einfarbig, intensives Kastanienrot.

Die Ohren sind tief angesetzt, völlig flach den Wangen angeschmiegt herabhängend, sehr lang und gut befranst.

## Gesundheit
Die durch entsprechende Zuchtauslese herbeigeführte Verkürzung des Gesichtsschädels bezeichnet man als Brachycephalie.